# Torrent de Merles
El Torrent de Merles és un afluent per l'esquerra de l'Aigua de Valls que transcorre íntegrament pel terme municipal de Gósol, al Berguedà i que neix a tocar de la banda de llevant del poble de Sorribes

## Xarxa hidrogràfica
La xarxa hidrogràfica del Torrent de Merles té un únic afluent, el Torrent de la Bassota. La totalitat de la xarxa suma una longitud de 1.668 m.